# Baishawan
Baishawan (chinois traditionnel: 白沙灣海水浴場 ; pinyin: Báishā Wān Hǎishuǐ Yùchǎng ; anglais: Baisha Bay) est une plage le long de la côte nord et de la zone panoramique nationale de Guanyinshan dans le district de Shimen, Nouveau Taipei, à Taïwan.

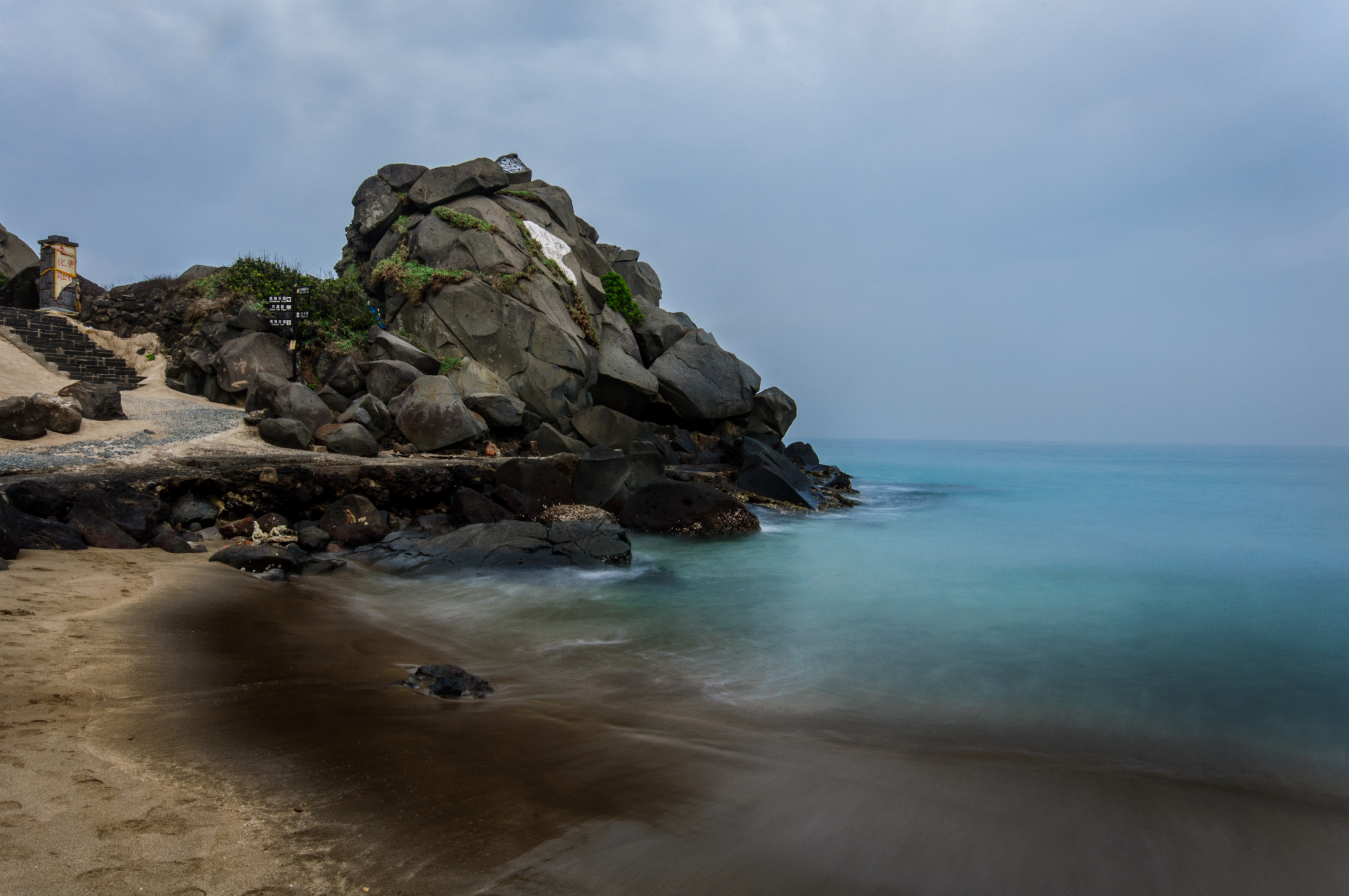
Vue de la plage et des rochers en 2014.

## Histoire
La région de la baie s'est formée il y a environ 800 000 ans, là où les promontoires rocheux ont été créés par l'activité volcanique du groupe de Tatun qui a émis des coulées de lave jusqu'en mer.
La plage s'appelait Kamakura pendant la domination japonaise pour sa beauté pittoresque qui ressemble beaucoup aux paysages de Kamakura.

## Géographie
La baie comprend une plage en forme de demi-lune sur environ 1 km de long. En raison de son emplacement à proximité du point le plus au nord-ouest de l'île de Taïwan, la région est très venteuse. Pendant la marée basse, la zone de plage devient très grande, parfois plus de 200 m de profondeur avec un bassin à marée peu profond et de nombreux bancs de sable. Différents minéraux présents dans la roche autour de la plage ont créé une surface rocheuse marbrée où il a créé des pièges à poissons primitifs faits de glissements de terrain entassés et de coraux brisés, où les poissons sont échoués par la marée qui se retire.

## Caractéristiques
Le secteur est adapté pour faire du vélo, du tourisme, de la détente, de l'observation de la mer, de la sculpture sur sable et des sports nautiques. Il y a aussi de petites zones commerçantes avec des cafés, des restaurants et des petites boutiques vers l'extrémité nord de la plage.

## Transport
La plage est accessible en bus depuis la station Tamsui du métro de Taipei.